# Vůz Bc842, 833 ČD
Vozy Bc842, očíslované v intervalu 51 54 59-41, a vozy Bc833, číslované v intervalech 51 54 59-41 a 51 54 59-80, jsou řadami lehátkových osobních vozů z vozového parku Českých drah. Všechny tyto vozy (001–210) vyrobil VEB Waggonbau Bautzen, a k tehdejším ČSD byly dodány pod označením Bac. Toto jsou jediné vozy Českých drah určené široké veřejnosti, mimo to ještě provozují několik lehátkových vozů pro zájezdovou dopravu.

## Technické informace
Jsou to neklimatizované vozy typu UIC-Y o délce 24 500 mm. Vozy Bc842 mají podvozky Görlitz V, vozy Bc833 Görlitz Va, shodně vybavené špalíkovými brzdami. Vozy z roku 1980 již byly vybaveny elektronickým protismykem, starší pouze mechanickým. Jejich nejvyšší povolená rychlost je 140 km/h. Některým vozům Bc833 byla maximální rychlost zvýšena na 160 km/h.
Vozy mají zalamovací nástupní dveře s centrálním ovládáním. Mezivozové přechodové dveře jsou manuálně posuvné. Vozy mají polospouštěcí okna.
Vozy mají devět oddílů pro cestující (desátý je vyhrazen pro průvodce). Mají 72 míst k sezení, ale v lehátkové úpravě jen 54 lehátek.
Vozy vyrobené roku 1980 byly již z výroby upraveny tak, aby mohly být v případě války rychle upraveny pro ubytování nemocničního personálu sanitních vlaků.
Nátěr je modrý (přes okna) a zbytek je bílý. Nově se vozy lakují do podobného schématu od studia Najbrt.

## Modernizace
Roku 1989 byla vozům č. 162 a 169 zvýšena maximální rychlost na 160 km/h. Stejně bylo upraveno dalších šest vozů v roce 1999.
Na počátku 90. let bylo 38 vozů upraveno výhradně k sezení a byly přeznačeny na vozy B255.

## Provoz
Vozy lze potkat hlavně na nočních rychlících. V případě mimořádností zaskakují na běžných rychlících za vozy řad B.

## Galerie

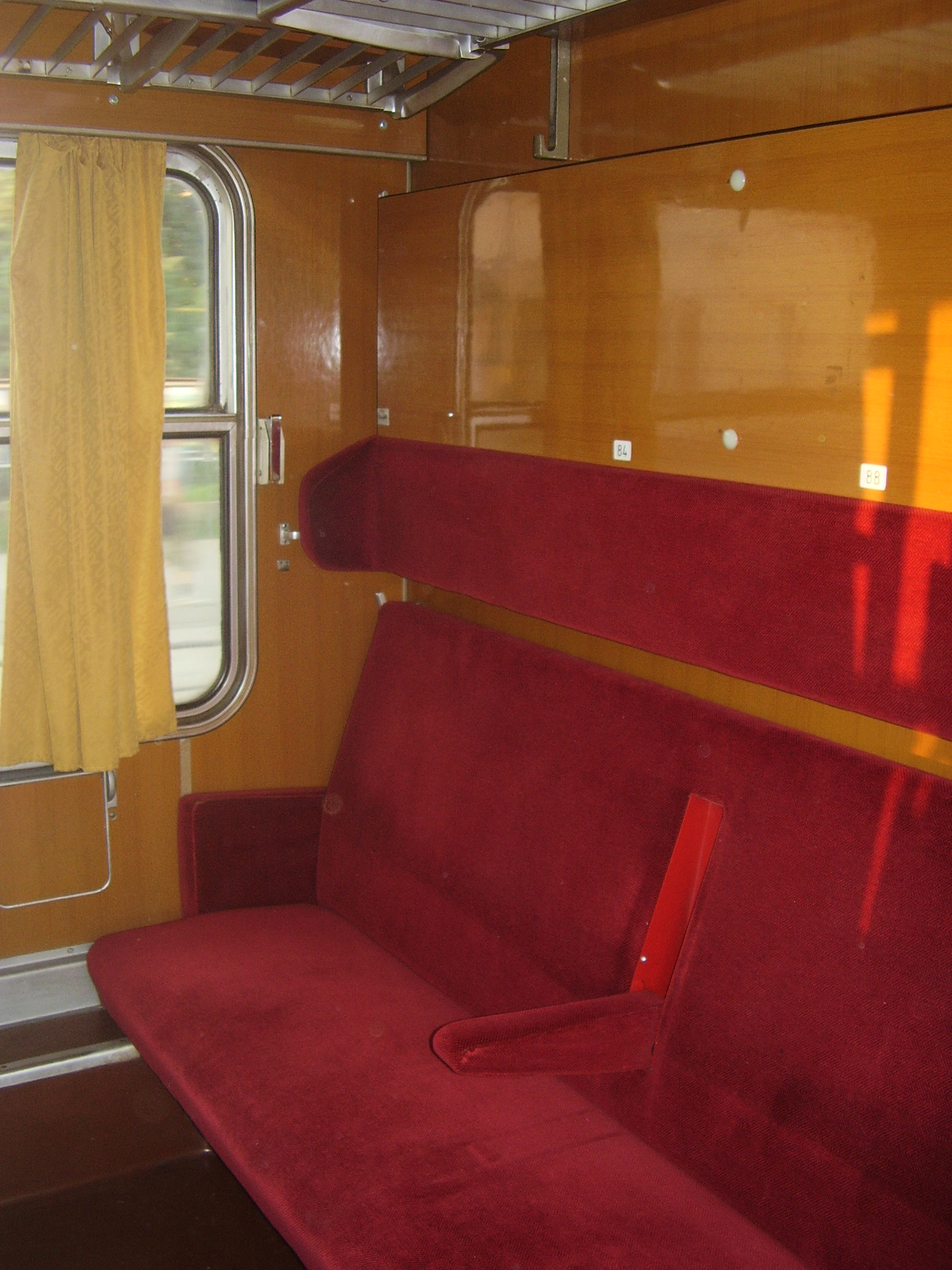
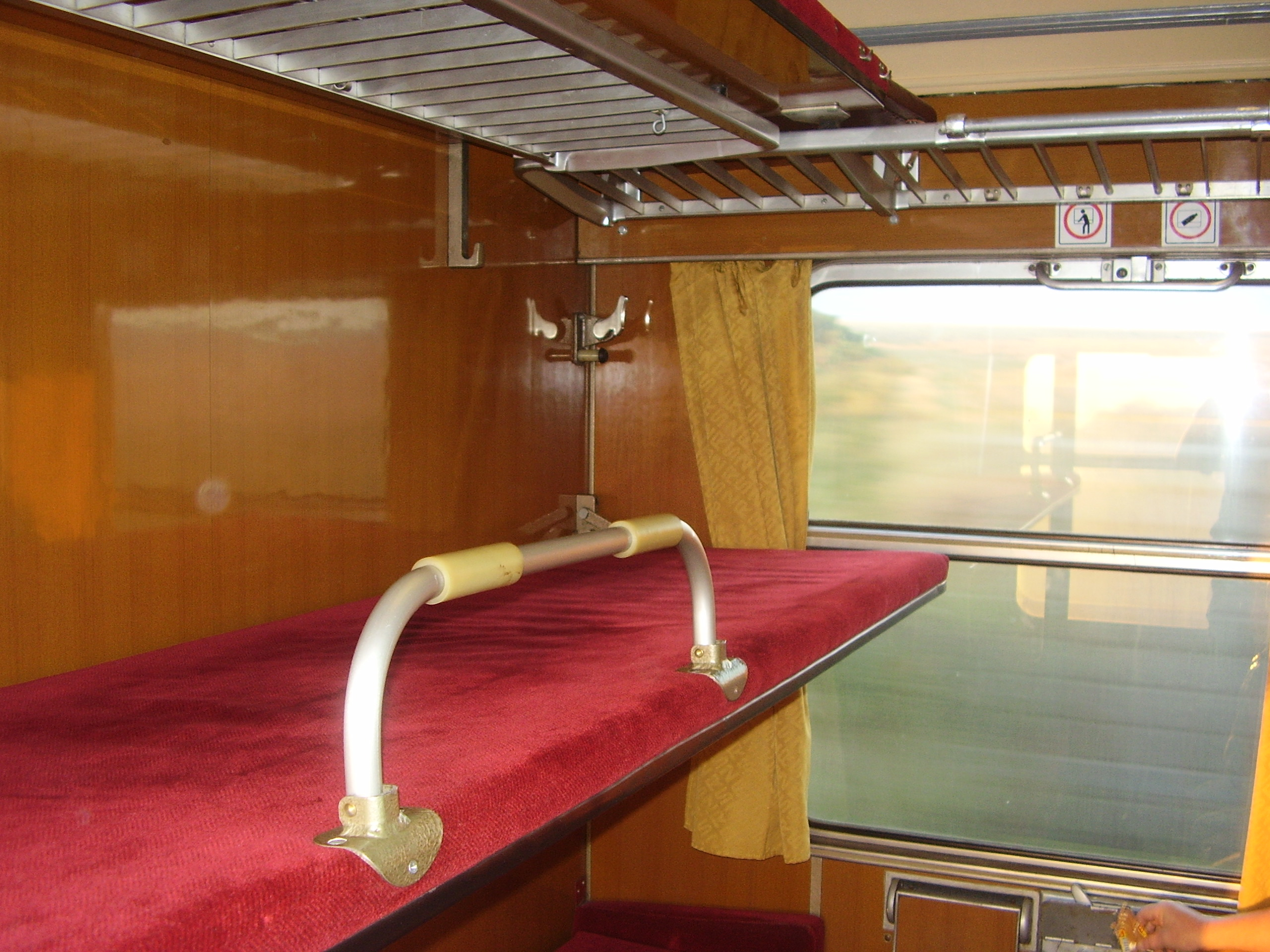
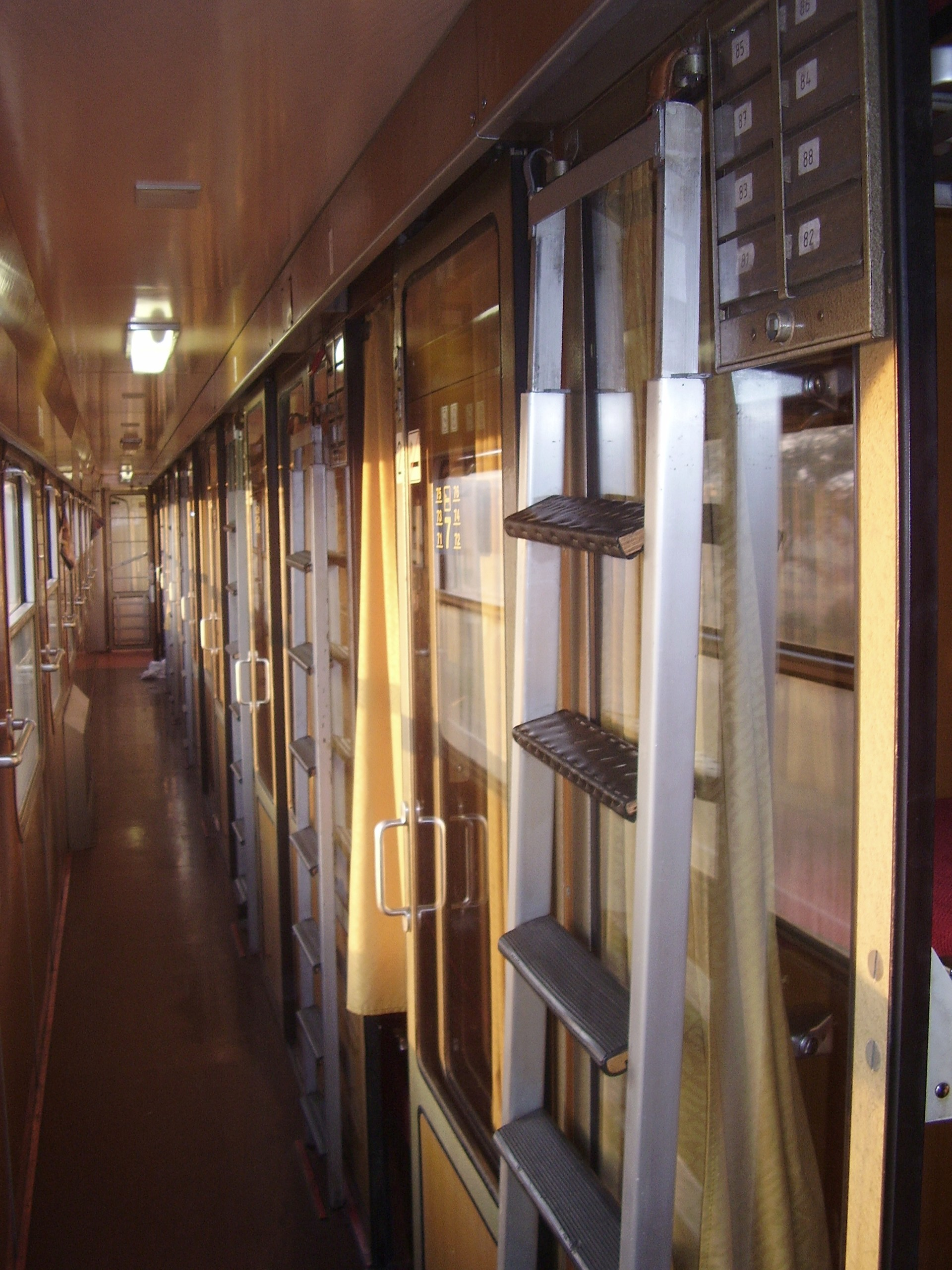